# Monroe (Maine)
Monroe és una població dels Estats Units a l'estat de Maine (EUA). Segons el cens del 2000 tenia 882 habitants.

## Demografia
Segons el cens del 2000, Monroe tenia 882 habitants, 355 habitatges, i 237 famílies. La densitat de població era de 8,8 habitants/km².
Dels 355 habitatges en un 31,8% hi vivien nens de menys de 18 anys, en un 55,2% hi vivien parelles casades, en un 8,5% dones solteres, i en un 33% no eren unitats familiars. En el 22,8% dels habitatges hi vivien persones soles el 7,9% de les quals corresponia a persones de 65 anys o més que vivien soles. El nombre mitjà de persones vivint en cada habitatge era de 2,48 i el nombre mitjà de persones que vivien en cada família era de 2,95.
Per edats la població es repartia de la següent manera: un 25,6% tenia menys de 18 anys, un 5,4% entre 18 i 24, un 29,1% entre 25 i 44, un 28,3% de 45 a 60 i un 11,5% 65 anys o més.
L'edat mediana era de 40 anys. Per cada 100 dones de 18 o més anys hi havia 101,2 homes.
La renda mediana per habitatge era de 32.250 $ i la renda mediana per família de 39.375 $. Els homes tenien una renda mediana de 27.500 $ mentre que les dones 22.212 $. La renda per capita de la població era de 15.200 $. Entorn del 15,6% de les famílies i el 17,5% de la població estaven per davall del llindar de pobresa.